# Шамассовка
Шама́ссовка (рос. Шамассовка) — селище у складі Асекеєвського району Оренбурзької області, Росія.

## Населення
Населення — 93 особи (2010; 122 у 2002).
Національний склад (станом на 2002 рік):
- татари — 93 %